# Benjamin Rytlewski
Benjamin Rytlewski (Béthune, 26 december 1985) is een Frans assistent-voetbaltrainer en gewezen doelman. Rytlewski kwam als voetballer uit voor zowel OS Aire-sur-la-Lys als USL Dunkerque. Hij is op heden actief binnen de trainersstaf van de laatstgenoemde club.

## Carrière als doelman
Als doelman verdedigt Rytlewski afwisselend de kleuren van amateurclub OS Aire-sur-la-Lys en USL Dunkerque. Hoger dan de derde divisie van het Franse voetbal zou de doelwachter niet raken. Na afloop van het voetbalseizoen 2014-2015 neemt Rytlewski afscheid als speler.

## Carrière als trainer
Na zijn afscheid als speler blijft Rytlewski actief in de voetbalwereld. Wanneer USL Dunkerque midden februari 2018 trainer Didier Santini ontslaat, wordt Rytlewski als zijn opvolger aangeduid. De voormalige doelman beschikt niet over het benodigde trainersdiploma, hiermee loopt de club het risico om beboet te worden. In mei 2018, enkele dagen na afloop van het seizoen 2017-2018 bevestigt voorzitter Jean-Pierre Scouarnec het vertrouwen in zijn trainer. Rytlewski mag zo ook als hoofdcoach het daaropvolgende seizoen van de toenmalige derdeklasser aanvatten. Op 24 september 2018, na een 3-0 uitnederlaag bij US Quevilly-Rouen Métropole op de achtste speeldag, maakt Rytlewski plaats voor Claude Robin. Sindsdien is Rytlewski actief als hulptrainer in Duinkerke. Gedurende het seizoen 2021-2022 staat hij samen met Frédéric Basire hoofdcoach Romain Revelli bij.